# Lucy Hannah
Pour les articles homonymes, voir Hannah.
 (juillet 2023).
 (juillet 2023).
Si vous disposez d'ouvrages ou d'articles de référence ou si vous connaissez des sites web de qualité traitant du thème abordé ici, merci de compléter l'article en donnant les références utiles à sa vérifiabilité et en les liant à la section « Notes et références ».
Lucy Hannah née Terrell le 16 ou le 18 juillet 1874 ou 1875 à Linden dans l'Alabama et morte le 21 mars 1993 à Détroit, est une supercentenaire américaine.
Elle est considérée comme la quatrième personne la plus âgée de tous les temps et la plus vieille afro-américaine jamais répertoriée, ainsi que la plus vieille personne vivante de l'histoire des États-Unis jusqu'à sa mort.

## Biographie

### Enfance et formation
Lucy Hannah serait née le 18 juillet 1874. Son nom de jeune fille est Terrell.

### Mort
Hannah meurt à Détroit, où elle avait déménagé pour échapper aux tensions raciales du Sud. À sa mort, sa famille a affirmé qu'elle avait 118 ans, ce qui est soutenu par une annonce du SSDI, une société contenant des données généalogiques. Cependant, une enquête plus approfondie par la Social Security Administration, attestera par une étude 10 ans plus tard, que Lucy Hannah est bien morte à l'âge de 117 ans et 248 jours. Mais elle pourrait être née en 1895, ce qui invaliderait inévitablement son record.
Cependant, dans certains milieux scientifiques, Hannah est considérée comme la troisième personne la plus âgée de l'histoire de l'humanité, bien que le Livre Guinness des records la reconnaît sixième après la célèbre Jeanne Calment, le cas litigieux et controversé de Shigechiyo Izumi, Sarah Knauss morte à 119 ans et 97 jours, Nabi Tajima et Kane Tanaka, ce qui fait d'elle la seule Américaine à l'avoir dépassée sur le plan de la longévité. 
Par conséquent, Hannah était indiscutablement la plus vieille personne à être morte (même si Jeanne Calment qui vivait alors, avait déjà dépassé l'âge de celle-ci de 5 mois lorsqu'elle est morte ; Jeanne Calment est née en février 1875). Hannah a été la deuxième personne de l'histoire de l'humanité à atteindre l'âge de 116 et 117 ans, après Jeanne Calment.
Son cas a été invalidé.